# Arquieparquia de Changanacherry
A Arquieparquia de Changanacherry (Changanacherrensis) é uma arquieparquia da Igreja Católica Siro-Malabar situada na Costa do Malabar, em Kerala, na cidade de Changanacherry, na Índia. É fruto da elevação do vicariato apostólico de Changanacherry, que antes era parte do vicariato apostólico de Verapoly, em 1956. Seu atual arquieparca é Thomas Tharayil. Sua sé é a Catedral Metropolitana Saint Mary, em Changanacherry.
É um dos primeiros dois vicariatos, e a segunda arquidiocese metropolitana siro-malabar na hierarquia que pode ser considerada como um prelúdio para a restauração da identidade da Igreja, em 1992, como uma Igreja sui iuris.
Possui atualmente 241 paróquias, 8 seminários além de hospitais, colégios e institutos de educação.

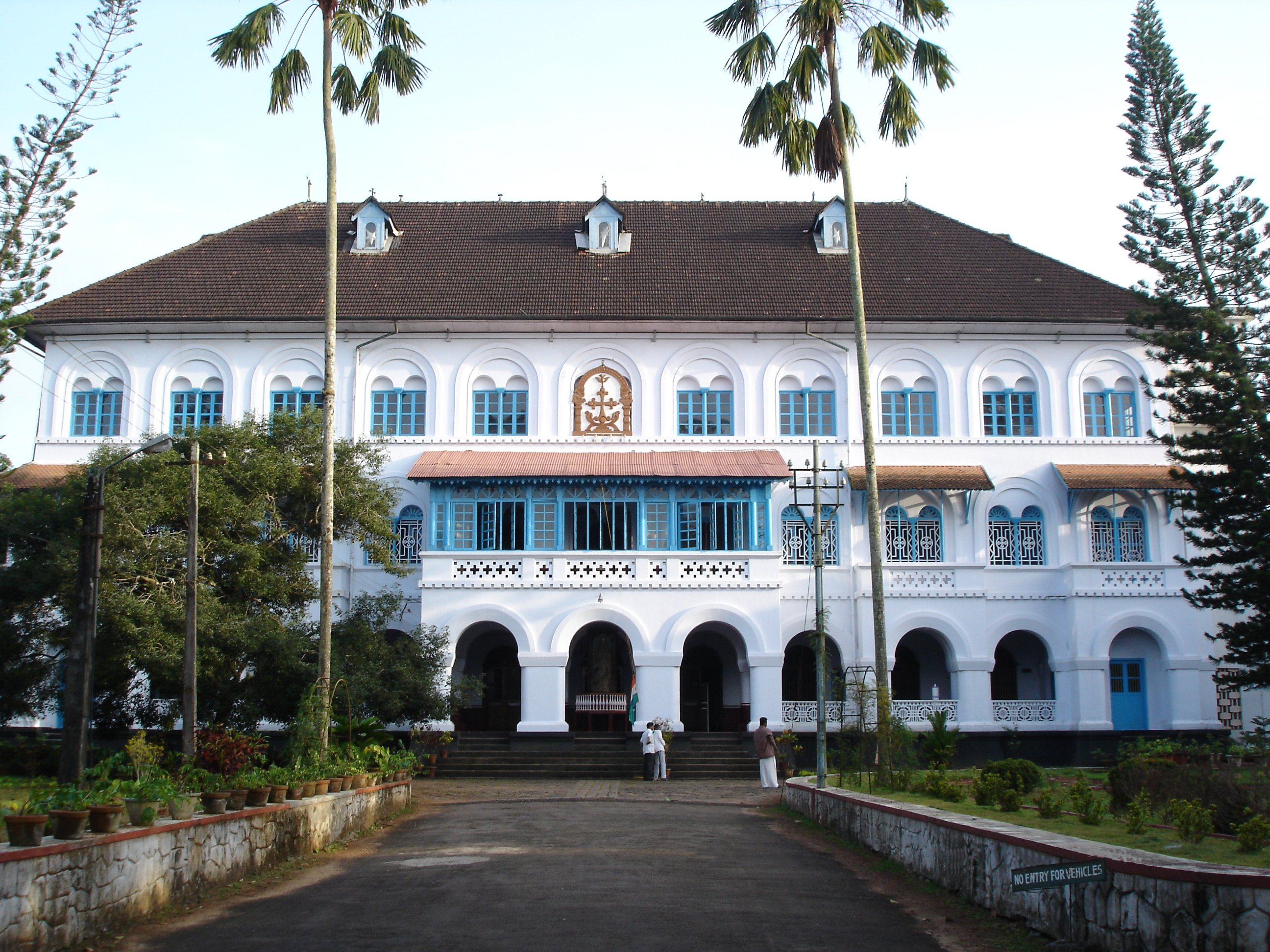
Palácio arquiepárquico em Changanacherry

## História
Foi estabelecido, em 1659, o vicariato apostólico do Malabar, como uma missão Carmelita, por ordem do Papa Alexandre VII, usando o rito oriental. Era ligado, na sua fundação, à Arquidiocese de Cranganore, que na época, era ligada à Diocese de Cochim. Apesar da tomada neerlandesa da região, antes dominada pelos portugueses, os católicos conseguiram manter o vicariato ativo.
Em 1709, por bula do Papa Clemente XI, o vicariato apóstolico de Malabar foi transformado em vicariato apostólico de Verapoly (em homenagem à ilha, onde estava sediado o vicariato).
Pela carta Apostólica Humanae Salutis Auctor, do Papa Leão XIII, em 1886, foi criada a Hierarquia da Índia, em que foram criadas várias arquidioceses, entre elas, a de Verapoly. Pela mesma carta, a Diocese de Cochim foi restabelecida.
Em 1887, forma separadas as igrejas do rito oriental das do rito romano. Pela bula Quod Jam Pridem, os adotantes do rito oriental estavam dispensados da jurisdição da nova arquidioceses, sendo criado  vicariatos apostólicos específicos para os Cristãos do rito oriental naquela região. Foi então criado o vicariato apostólico de Changanacherry.
Em 29 de agosto de 1911, foi criado o vicariato apostólico de Kottayam, desmembrado de Changanacherry. Em 21 de dezembro de 1923, os adotantes do rito oriental estavam dispensados da jurisdição da nova arquidiocese, pela bula papal Romani Pontifices do Papa Pio XI, que criou a província eclesiástica Siro-Malabar, com a elevação de Ernakulam-Angamaly a Arquidiocese e de Thrissur, Kottayam e Changanacherry a eparquias sufragâneas.
Em 25 de julho de 1950, pela bula Quo Ecclesiarum, foi desmembrada a Diocese de Palai.
Changanacherry foi elevada a Arquidiocese em 26 de julho de 1956 pelo Papa Pio XII constituindo a segunda província eclesiástica da igreja Siro-Malabar e Kottayam e Palai se tornaram suas sufragâneas. A Constituição Apostólica Regnum Caelorum de 26 de novembro de 1959, do Papa João XXIII, deu respaldo a esta decisão do Papa Pio XII.

## Prelados
Administração local:

### Vigários apostólicos
- Charles Lavigne, S.J. (1887 - 1896)
- Mar Mathew Makil (1896 - 1911)
- Mar Thomas Kurialachery (1911 - 1923)

### Bispos
- Mar Thomas Kurialachery (1923 - 1925)
- Mar James Kalacherry (1927 - 1949)
- Mar Matthew Kavukattu (1950 - 1956)

### Arquieparcas
- Mar Matthew Kavukattu (1956 - 1969)
- Mar Antony Padiyara (1970 - 1985)
- Mar Joseph Powathil (1985 - 2007)
- Mar Joseph Perumthotttam (2007 - 2024), atual arquieparca emérito
- Mar Thomas Tharayil (desde 2024)